# Leonel Sánchez

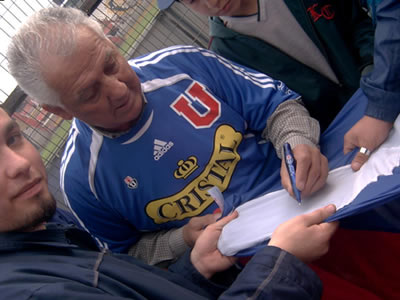
40 years after the Ballet Azul, Universidad de Chile supporters still idolize him

Leonel Guillermo Sánchez Lineros (sinh 25 tháng 4 năm 1936 - mất 2 tháng 4 năm 2022) là một cựu cầu thủ bóng đá Chile. Ông chơi ở vị trí tiền vệ trái trong vòng 20 năm từ 1953 đến 1973. Trong 20 năm là cầu thủ, có tới 17 năm ông chơi tại câu lạc bộ Universidad de Chile, nơi ông trở thành biểu tượng của Ballet Azul (Ballet xanh), đội hình đã từng giành 6 chức vô địch quốc gia từ 1959 đến 1969.
Được coi là một trong những cầu thủ xuất sắc nhất của bóng đá Chile , Sánchez nắm giữ kỉ lục khoác áo đội tuyển Chile nhiều lần nhất với 85 trận đấu và 27 bàn thắng từ 1955 đến 1968 . Bốn trong số đó là tại World Cup 1962, được tổ chức tại quê nhà Chile. Thi đấu cùng với một cầu thủ Chile xuất sắc khác trong thế hệ của mình là Eladio Rojas, ông đã giành được danh hiệu Vua phá lưới giải đấu này cùng 5 cầu thủ khác với 4 bàn thắng. Trong giải đấu này có một sự kiện đáng nhớ khác là Sánchez đã hạ gục cầu thủ Ý Mario David bằng một cú đấm khi tranh cãi với nhau trong Trận chiến Santiago đáng xấu hổ (trận Chile gặp Ý).
Sánchez vẫn ở lại thi đấu cho Universidad de Chile sau giải đấu này, mặc dù ông nhận được nhiều lời đề nghị hấp dẫn từ các câu lạc bộ lớn ở châu Âu như AC Milan. Năm 1969, sau khi hết hợp đồng với Universidad de Chile, ông chuyển sang đá cho một vài câu lạc bộ khác của Chile Colo-Colo, Palestino và Ferrobádminton trước khi giải nghệ.

## Danh hiệu
- Vô địch Chile: (6 lần) 1959, 1962, 1964, 1965, 1967, 1969